# Kazi Mohammed Shafiullah
Kazi Mohammed Shafiullah, né le 2 septembre 1934 et mort le 26 janvier 2025, également connu sous le nom de K M Shafiullah, est un général bangladais. Il fut chef d'état-major de l'armée du Bangladesh et membre du Parlement.
En tant que commandant en second du second régiment du Bengale oriental, avec son bataillon, il fut le premier officier bengali à déclencher une rébellion le 19 mars 1971 alors qu'il était commandant de la 57e brigade blindée. Pendant la guerre de libération du Bangladesh en 1971, il était le commandant en second du second régiment du Bengale oriental qui s'est révolté avec six officiers dans la nuit du 4 avril 1971. Il est devenu le commandant de secteur du secteur 3, basé à Teliapara, dans le district de Sylhet. Il a participé directement à des combats actifs et a échappé à une mort certaine au moins dans deux de ces combats. Vers la fin du mois de septembre, il a été nommé comme l'un des trois commandants de brigade à la tête de ce que l'on a appelé la « force S » (d'après son nom de famille) pendant la guerre de libération du Bangladesh en 1971.
Shafiullah est devenu chef d'état-major de l'armée en avril 1972. Après le coup d'État du 15 août 1975 au Bangladesh, le président Khondaker Mostaq Ahmad le remplace par le général de division Ziaur Rahman.

## Guerre de libération du Bangladesh
Shafiullah était le commandant de secteur du secteur 3 des forces du Bangladesh. Son secteur est basé à Teliapara, Sylhet d'où il commande ses troupes et participe aux combats actifs pendant toute la durée de la guerre. Son secteur s'étendait sur Dacca, Mymensingh, Sylhet et certaines parties de Comilla (actuel district de Brahmanbaria).
Plus tard, trois brigades ont été formées, chacune identifiée par l'initiale du nom de famille du commandant. Sa formation était entièrement structurée et formalisée à la fin septembre. En septembre 1971, le commandant du secteur 3 est affecté au major A. N. M. Nuruzzaman (en). Le major Shafiullah faisait partie de ceux qui ont assisté à la reddition du Pakistan le 16 décembre 1971 à l'hippodrome de Dacca

## Chef d'état-major de l'armée
Après la fin de la guerre en décembre 1971, le gouvernement du Bangladesh lui a décerné la Bir Uttom (en) (médaille), la deuxième plus haute distinction militaire du pays pour son courage et son dévouement. Il a été nommé chef d'état-major de l'armée bangladaise le 5 avril 1972 par le gouvernement de la Ligue Awami sous la direction du Sheikh Mujibur Rahman.
Le 7 avril 1972, le général M. A. G. Osmani (en) a démissionné de son poste et le commandement de l'armée a été confié à Shafiullah, la Force aérienne du Bangladesh à A. K Khandker et la marine du Bangladesh à Nurul Haq,.
Il était le chef d'état-major de l'armée bangladaise lors de l'assassinat du président de l'époque, Sheikh Mujibur Rahman. Pendant l'assassinat, il a été tenu dans l'ignorance du complot, les renseignements ont échoué et il n'a pas pu sauver le Président. Démis de ses fonctions le 25 août 1975 par le gouvernement Mostaq, il a pris sa retraite de l'armée. Ziaur Rahman lui a succédé en tant que chef de l'armée. Suspectant ses intentions en raison de sa loyauté envers Bangabandhu Sheikh Mujibur Rahman, le général Shafiullah a été envoyé à l'étranger avec un poste d'ambassadeur, ainsi que son collègue, le chef d'état-major de la Force aérienne du Bangladesh A.K. Khandker. Il a été élu député de la Ligue Awami en 1996,.

## Retour à la vie civile et de combattant de la liberté
En tant qu'officier le plus haut gradé de l'armée du Bangladesh, Kazi Mohammed Shafiullah a été invité à présider le forum des commandants de secteur en 2014. Par l'intermédiaire de cette association, il a organisé des marches et des manifestations jusqu'à plus de 70 ans, pour amener les criminels de guerre responsables des atrocités de 1971 à rendre des comptes. Il a également dirigé des mouvements contre la corruption et la pauvreté en tant qu'idéaliste de la révolution.